# Uniwersytet Boğaziçi
Uniwersytet Boğaziçi (tur. Boğaziçi Üniversitesi, Uniwersytet Bosforski) – turecka uczelnia zlokalizowana w Stambule.
Poprzednikiem uczelni był Robert College, założony w 1863 roku przez amerykańskiego filantropa Christophera Roberta (1802–1878) oraz misjonarza Cyrusa Hamlina (1811–1900). Uczelnia została zlokalizowana w Bebek w Beşiktaşie. Robert zobowiązał się pokryć większą część, podczas gdy Hamlin zbierał fundusze w Stanach Zjednoczonych oraz był odpowiedzialny za samo założenie uczelni i został jej pierwszym dyrektorem. Językiem wykładowym był angielski, a szkoła miała być otwarta dla studentów wszystkich ras, narodowości i religii oraz wolna od dyskryminacji i nacisków politycznych.
W 1869 roku, ze względu na problemy finansowe uczelni, rada nadzorcza przysłała do Stambułu George’a Washburna, jej byłego wykładowcę oraz zięcia Cyrusa Hamlina, aby nadzorował prace administracyjne. Konflikt pomiędzy Hamlinem a Washbornem doprowadził (w 1873 roku) do wyjazdu tego pierwszego do Stanów Zjednoczonych. Washburn został dyrektorem koledżu w 1877 roku.
Po II wojnie światowej dyrektorem koledżu został Floyd Black, który musiał wprowadzić duży reżim finansowy, aby uchronić szkołę przed bankructwem. Jego następca Duncans Balantine, który kierował szkołą w latach 1955–1961, chciał, aby uczelnia skoncentrowała się na szkolnictwie wyższym. W 1958 roku uzyskał na to zgodę rządu tureckiego. W 1971 roku 118 akrów terenu wraz z budynkami i personelem zostały przekazane państwu, które ustanowiło na tym terenie uczelnię wyższą nazwaną Uniwersytetem Boğaziçi.

## Struktura organizacyjna
W skład uczelni wchodzą następujące jednostki organizacyjne:
- Departament Sztuk Pięknych
- Departament Wychowania Fizycznego
- Wydział Nauk Ścisłych i Humanistycznych
- Wydział Ekonomii i Administracji
- Wydział Pedagogiczny
- Wydział Inżynierii
- Instytut Inżynierii Biomedycznej
- Instytut Nauk o Środowisku
- Instytut Nowoczesnej Historii Turcji
- Instytut Nauk Ścisłych i Inżynieryjnych
- Instytut Nauk Społecznych
- Zakład Badań nad Trzęsieniami Ziemi (Obserwatorium Kandilli)
- Szkoła Dyscyplin Stosowanych
- Szkoła Języków Obcych
- Szkoła Zarządzania w Hotelarstwie